# Les Quatre Cents Coups de Virginie
Les Quatre Cents Coups de Virginie est une mini-série française en six épisodes de 52 minutes, diffusée à partir du 22 décembre 1979 sur TF1 chaque vendredi soir.

## Synopsis
Jeunes mariés venus de Perpignan, Virginie et son mari, psychanalyste fraîchement diplômé, emménagent dans le grand appartement parisien de la tante Estelle. Entre la cohabitation avec la tante, le changement de décoration de l'appartement, l'apprentissage de la conduite, la réception de la clientèle de son mari, le lèche-vitrine, etc., Virginie est fort occupée.

## Fiche technique
- Titre : Les Quatre Cents Coups de Virginie
- Réalisation : Bernard Queysanne
- Scénario : Marcel Mithois
- Décors : Béatrice Dumaître, Gérard Roger
- Costumes: Christiane Delplanque
- Photographie : Bernard Dumont
- Son : Jean Pantaloni
- Montage : Jean-Baptiste de Battista
- Musique : Laurent Petitgirard
- Société de production : TF1
- Pays : France
- Langue : français
- Format : Couleurs - 16 mm - 1,33:1 - Son mono
- Nombre d'épisodes : 6
- Durée : 52 min
- Date de première diffusion : 22 décembre 1979

## Distribution
- Anicée Alvina : Virginie Lecharme
- Yves-Marie Maurin : Paul Lecharme
- Françoise Morhange : tante Estelle
- Michel Blanc : l'antiquaire
- Marie-Pierre Casey : la vendeuse de livres
- Georges Beller : un jeune homme en voiture
- Jess Hahn : Humphrey
- Anémone : Marie-Ghyslaine
- Josiane Balasko : Emma-Ammé
- Raymond Bussières : Edmond
- Paulette Dubost : la vicomtesse
- Serge Sauvion : le concierge
- Jean-Pierre Delage : Raoul, le chauffeur
- Raoul Curet : Raoul, le vendeur de meubles
- Carole Lange : Cliente des puces
- Georgette Anys
- Georges Audoubert
- Jean Degrave
- Martine Ferrière
- Philippe Nahon
- Thérèse Quentin
- Michel Charrel
- Jacqueline Doyen

## Épisodes
1. Une provinciale à Paris
2. Souvent franchement comique
3. Pas toujours facile
4. Titre inconnu
5. Titre inconnu
6. Titre inconnu